# Camp David
The Naval Support Facility Thurmont, poznatiji kao Camp David, je od 1942. službeno odmaralište američkog predsjednika. Camp David je dio Catoctin Mountain Parka u Frederick Countyu, u Marylandu, oko 10 km sjeverozapadno od Washingtona, D.C. Osnovao ga je Franklin D. Roosevelt kao Shangri-La a 1953. je nazvan Camp David po Davidu Eisenhoweru, unuku predsjednika Dwighta Eisenhowera.

## Poznati događaji u Camp Davidu
Tijekom Drugog svjetskog rata predsjednik Roosevelt i premijer Winston Churchill održavali su sastanke u Camp Davidu koji će poslije toga postati mjesto susreta velikog broja konferencija.
Eisenhower i sovjetski vođa Nikita Hruščov su 1959. ovdje raspravljali između ostalog o berlinskom pitanju i mogućnosti održavanja zajedničke konferencije na vrhu. 
U Camp David su se često vodili formalni i neformalni razgovori između SAD-a i drugih svjetskih vođa. Vjerojatno najpoznatiji sastanak održan u Camp Davidu, bilu su mirovni pregovori između egipatskog predsjednika Anvara el-Sadata i izraelskog premijera Menahema Begina u Camp Davidu 1978., pod pokroviteljstvom 
predsjednika Cartera kada je postignut tzv. Sporazum iz Camp Davidaa.
Ovdje su također vođeni mirovni pregovori u izaelsko-palestinskom konfliktu 2000. pod pokroviteljstvom predsjednika Billa Clintona, između predsjednika PLO-a Jasera Arafata i izraelskog premijera Ehuda Baraka.

## Moderna uporaba
Camp David nastavlja i dalje biti službeno odmaralište američkih predsjednika. U odmorištu su se pravili planovi o iskrcavanju u Normandiju, rasprave o invaziji u Zaljevu svinja, rasprave o Vijetnamskom ratu i održan je veliki broj susreta s inozemnim gostima. Da bi se zadržala privatna i opuštena atmosfera Catoctin Mountain Park igra važnu ulogu. Camp David se nalazi u okviru parka no nije otvoren za javnost.

## Filmovi prikazni u Camp David-u
- Dobri Will Hunting (11. siječnja 1998)
- Život buba (8. studenog 1998)
- Zvjezdani Ratovi: Epizoda I Fantomska Prijetnja (6. lipnja 1999)

## Vanjske poveznice
- Camp David Službene stranice na stranicama Bijele kuće
- Camp David iz Federation of American Scientists